# Jan Mrozowski

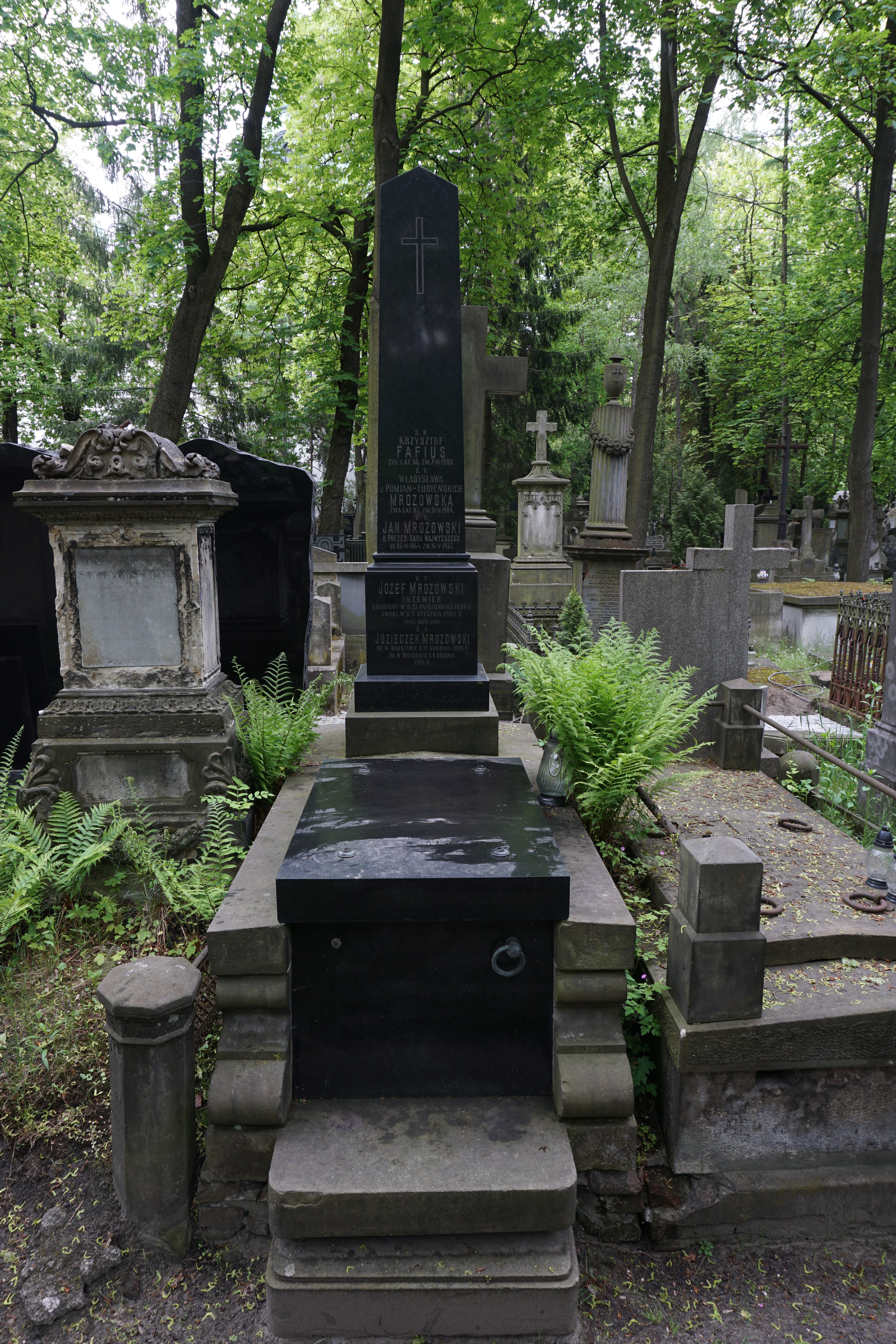
Grób Jana Mrozowskiego na cmentarzu Powązkowskim

Jan Władysław Mrozowski (ur. 23 czerwca 1864 w Opatowie, zm. 16 maja 1937 w Warszawie) – polski prawnik.

## Życiorys
Urodził się w rodzinie Józefa (1829–1904) i Władysławy z Łubieńskich h. Pomian (zm. 1924). Ukończył prawo na Uniwersytecie Warszawskim (1890). Sędzia (od 1918) i prezes Sądu Najwyższego (1923–1934), delegat rządu polskiego do organizacji międzynarodowych (1919–1934), m.in. jako przewodniczący delegacji polskiej do komisji odszkodowań w Paryżu, agent polskiego rządu przy stałym sądzie międzynarodowym w Hadze, członek Komisji Kodyfikacyjnej (1934–1937).
Został pochowany na cmentarzu Powązkowskim w Warszawie (kwatera 15-4-18).

## Ordery i odznaczenia
- Wielka Wstęga Orderu Odrodzenia Polski (8 listopada 1930)[1][3]
- Krzyż Komandorski Orderu Odrodzenia Polski (27 grudnia 1924)[4]
- Wielki Komandor Orderu Zbawiciela (Grecja)[5]
- Wielki Oficer Orderu Lwa Białego (Czechosłowacja)[5]
- Wielki Oficer Orderu Legii Honorowej (Francja)[5]
- Wielki Oficer Orderu Korony Rumunii (Rumunia)[5]
- Wielki Oficer Orderu Gwiazdy Rumunii (Rumunia)[5]